# Marcel Emerit
 (mars 2016).
Si vous disposez d'ouvrages ou d'articles de référence ou si vous connaissez des sites web de qualité traitant du thème abordé ici, merci de compléter l'article en donnant les références utiles à sa vérifiabilité et en les liant à la section « Notes et références ».
Marcel Emerit, né le 3 août 1899 à Niort et mort le 1er juin 1985 à Lodève, est un historien et académicien français,.

## Biographie
Marcel Emerit est né le 3 août 1899 à Niort dans les Deux-Sèvres. Il est le fils d'Armand Emerit, géomètre et d'Ernestine Roudier. Il se marie le 15 juillet 1929 avec Ecaterina Dovganiuc, artiste peintre. De cette union sont nés deux enfants : Michel, agrégé docteur ès sciences en biologie et Étienne, phonéticien.
Diplômé d'études supérieures d'histoire à Bordeaux en 1918, il est engagé volontaire et envoyé au front comme élève-aspirant pendant une année. Agrégé d'histoire et de géographie dès 1923, il professe au lycée de Tourcoing avant d'être pensionnaire à l'Institut français de hautes études en Roumanie l'année suivante.
Professeur à l'Université de Bucarest (Roumanie) en 1926, il a été le secrétaire de Nicolae Iorga. Il est de retour en France pour enseigner à la Faculté des lettres de Lille dès 1928. Il est nommé Docteur ès-lettres neuf ans plus tard en 1937. Mobilisé pendant un an comme lieutenant d'artillerie en 1939, il est envoyé en Tunisie, puis sert de nouveau dans l'armée en 1942, est affecté à l'E.M.G.G.[Quoi ?] en 1943, avant d'être promu capitaine l'année suivante. Il exerce à Alger les fonctions de Directeur du Service historique de l'Armée. Il occupe le poste de Maître de conférences à la faculté des lettres d'Alger en 1938, puis celui de Professeur en 1944, poste qu'il occupera jusqu'en 1962 avant d'être affecté à la l'université de Clermont-Ferrand, puis à celle de Lille où il est nommé en 1964, chargé de cours sur l'histoire contemporaine.
Marcel Emerit est un historien auteur de plusieurs centaines de publications, sur la Roumanie, sur le deuxième empire, sur le Maghreb ainsi que de huit ouvrages dont certains sont couronnés de prix. Il obtient le prix Peyrat en 1937 avec son ouvrage Madame Cornu et Napoléon III, puis le Grand Prix littéraire de l'Algérie en 1942 suivi du Prix Chaix d'Est Ange, décerné par l'Académie des sciences morales et politiques en 1944 pour son ouvrage Les Saint-Simoniens en Algérie.
Certains de ces ouvrages sont réédités tel L'Algérie à l'époque d'Abd El Kader mais aussi un inédit Histoire de l'Algérie et du Maghreb - Études et documents 1939-1977, Éditions Bouchène, Paris, 2016.
Membre non résidant de l'Académie des sciences d'outre-mer en 1953 avant d'en être élu membre titulaire de sa 5e section en 1973, il est élu membre de l'Académie des sciences morales et politiques en 1973.

## Publications
- Victor Place et la politique française en Roumanie à l’époque de l’Union (1931)
- Les paysans roumains depuis le traité d’Andrinople jusqu’à la libération des terres : 1824-1864 (thèse, 1937)
- Madame Cornu et Napoléon III (1937, Prix Peyrat)
- Les saints-simoniens en Algérie (Les belles lettres, 1941, Grand prix Littéraire de l'Algérie, Prix Chai d'Est d'ange)
- Pauline Roland et les déportées d’Afrique (L'Empire, 1945)
- La Révolution de 1848 en Algérie (Larose, 1949)
- L’Algérie à l’époque d’Abd El Kader (Larose, 1951. Réédition par les Éditions Bouchène)
- Nombreux articles dans les revues spécialisées : Revue d’histoire moderne, Revue africaine, L’information historique ; Revue d’histoire moderne et contemporaine ; Revue française d’histoire d’Outre-Mer ; Revue d’histoire maghrébine...
- L'état intellectuel et moral de l'Algérie en 1830 (1954)
- La pénétration industrielle et commerciale en Tunisie et les origines du protectorat (1952)
- Histoire de l'Algérie et du Maghreb - Études et documents 1939-1977 (Éditions Bouchène, Paris, 2016)

## Distinctions
- Prix Peyrat, 1937
- Grand Prix littéraire de l'Algérie, 1942
- Prix Chai d'Est ange, 1944